# 入之内瑛
入之内 瑛（いりのうち あきら、1946年 - ）は、日本の建築家。株式会社建築計画研究所都市梱包工房 主宰。
茨城県生まれ。木の家造りに取り組む他、おもに山荘や住宅の設計・監理などや、企画開発セクションでは別荘地再開発計画や地方自治体のまちづくり計画など、地域公共施設の設計に携わっている。
また、東京大学での集落調査以来世界の辺境地を巡る旅を続けている。日本大学理工学部建築学科講師を経て、昭和女子大学生活環境学科建築コース講師。

## 略歴
- 1967年 日本大学理工学部建築学科卒業
- 1968年 東京大学生産技術研究所原研究室
- 1972年 建築計画研究所都市梱包工房設立

## 主な作品
- 山下邸
- 原村Y山荘
- 八ケ岳O山荘
- 春野ログペンションシンフォニー
- 八ヶ岳プチホテル森歩日意
- グリーンフィールド富岡(平成2年度福島県建築文化賞)
- 壬生・光のギャラリー
- 黒井健絵本ハウス(平成15年度山梨県建築文化奨励賞)
- 学校法人満勝寺学園長野幼稚園(平成16年度たかさき都市景観賞)
- 若盛学園まつぶし幼稚園・桜福祉会こどものもり保育園(平成14年度彩の国埼玉景観賞・奨励賞, 第二回こども環境学会こども環境デザイン賞, 第三回木の建築賞建築大賞)
- 鎌倉の店舗兼住宅
- 角地に建つ阿佐谷の家
- 羽田邸 取り込まれた路地
- 西大井の家  他多数